# Рафік Джеббур
Рафі́к Зуге́йр Джеббу́р (араб. رفيق زهير جبور; нар. 8 березня 1984, Гренобль, Франція) — алжирський футболіст, що народився в Франції. Виступає за клуб «Консолат». Гравець національної збірної Алжиру.

## Досягнення
- Чемпіон Греції (3):

«Олімпіакос»: 2010-11, 2011-12, 2012-13
- Чемпіон Кіпру (1):

«АПОЕЛ»: 2014-15
- Володар Кубка Греції (3):

«Олімпіакос»:  2011–12, 2012–13
АЕК: 2015–16
- Володар Кубка Кіпру 1:

«АПОЕЛ»: 2014–15